# Ramón Berroa
Ramón Eguiazábal Berroa (14 kwietnia 1896 w Irun – 1939 w Lyonie) – hiszpański piłkarz występujący na pozycji pomocnika, olimpijczyk z Antwerpiii 1920.
Urodził się w Irun w Kraju Basków. Był zawodnikiem Realu Union
W 1920 zdobył srebrny medal na igrzyskach olimpijskich 1920 w Antwerpii.